# Vains
Vains è un comune francese di 773 abitanti situato nel dipartimento della Manica nella regione della Normandia.
Fa parte del cantone di Avranches, nell'omonima circoscrizione (arrondissement).
Vi si trova il Manoir di Vains, una fattoria fortificata del XVI secolo, con una cappella e strutture disposte ad L. Due sale con arredi del XVII e XVIII secolo sono aperte al pubblico.

## Società

### Evoluzione demografica
Abitanti censiti